# Le Livre des mots

Le Livre des mots est une série signée J. V. Jones publiée de 1995 à 1997.
La série compte trois tomes :
1. L'Enfant de la prophétie, Calmann-Lévy, collection Héroïc Fantasy n° 2, 2005 ((en) The Baker's Boy, 1995), trad. Guillaume FournierRéédité par Le Livre de poche en 2007
2. Le Temps des trahisons, Calmann-Lévy, collection Héroïc Fantasy, 2006 ((en) A Man Betrayed, 1996), trad. Guillaume FournierRéédité par Le Livre de poche en 2007
3. Frères d'ombre et de lumières, Calmann-Lévy, collection Héroïc Fantasy, 2007 ((en) Master and Fool, 1997), trad. Guillaume FournierRéédité par Le Livre de poche en 2008

## Résumé
Taol, un chevalier de Valdis, se voit confier une quête qui consiste à retrouver l'enfant d'une ancienne prophétie. Cependant, il n'a aucune idée d'où ce garçon se trouve ni à quoi il ressemble. Jack, quant à lui, est un jeune mitron dans le château de Harvell. Un jour, il brûle ses pains en cuisine et, devant la peur de terribles représailles de la part de son maître boulanger, il perd connaissance. À son réveil, les pains sont parfaits. Il comprend alors qu'il a inconsciemment usé de sorcellerie. Il décide donc de quitter le château car celle-ci est très mal vue dans cette région des Terres Connues : si quelqu'un découvrait ce qui s'est passé, sa vie serait en danger. Pendant son aventure, Jack rencontre Melli, la fille du plus riche noble des Quatre Royaumes, en fuite pour éviter son mariage avec l'arrogant prince Kylock.

## Personnages
- Jack : personnage principal. Apprenti boulanger à Harvell et scribe aveugle de Baralis, il est obligé de fuir à cause de ses pouvoirs.
- Melliandra (nom de dame) ou Melli : fille de Maybor, elle s'enfuit de Harvell car ne veut pas se marier avec Kylock.
- Kylock : le fils illégitime de Baralis et de la reine Arinalda. Personne ne connaît le secret de ce lien de parenté, ni même lui ou la reine.
- Baralis : chancelier du roi des Quatre Royaumes.
- Maybor : puissant seigneur des Quatre Royaumes, connu pour en être le plus riche.
- Taol : chevalier de Valdis, dont la quête est de retrouver un jeune garçon mentionné dans une prophétie.
- Chippeur : voleur de Rorne, il rejoint Taol et le soutient tout au long de l'histoire.
- Bevlin : guérisseur ermite, c'est lui qui donne sa quête à Taol.
- Tavalisc : archevêque de Rorne.
- Gamil : assistant de Tavalisc.
- Arinalda : reine des Quatre Royaumes.

## Lieux
Annis : surnommée le joyau du nord, cette cité est située dans le Nord des terres connues, son territoire est frontalier de celui de Haute-Muraille et du Halcus. Parmi ses habitants nombreux sont les philosophes, artistes et autres intellectuels. On dit qu’elle est la plus belle cité du Nord.
Antrepierre : on connaît peu chose sur l’apparence de cette ville située à l’extrême Nord des Terres Connues. Baralis et Tavalisc s’y sont rencontrés dans leur jeunesse. Elle serait proche des Montagnes du Nord d’après Bevlin. Elle est la dernière ville d’importance avant les cols des Montagnes.
Brennes : capitale du Grand Duché du même nom. Brennes est réputée pour être la plus grande puissance du Nord. Elle possède la plus grande armée et le plus grand nombre de citoyens de tout le Nord des Terres Connues. La ville est établie au bord du Grand Lac et est surnommée le roc du Nord. Elle est également le siège d’un archevêché. Le duc de Brennes est considéré comme l’homme le plus puissant du Nord.
Camélie : cette ville était la capitale d’un ancien royaume. Ses remparts datent encore de cette époque et n’ont été que peu renforcés depuis. Considéré comme faisant partie du Sud par les villes du Nord, les grandes Cités de l’Est et du Sud la considère comme faisant partie du monde septentrional. Le Lac Ormon, le plus profond des terres connues, s’étend au sud de la cité. Elle fait partie de la coalition des 4 cités de l’Est.
Chelss : aux portes des Terres Sèches, Chelss fait face à la presqu’île de Marles. La ville fait partie du Lointain Sud. Elle n’est pas loin de la ligne qui définit la limite méridionale des Terres Connues.
Duvitt : situé a priori près des Terres de Maybor car dans l’est des 4 Royaumes, Duvitt est une cité de taille respectable et est assez prospère car proche des lignes de front des batailles entre le Halcus et les Quatre Royaumes. Elle profite ainsi du marché juteux qui s’est installé dans ce secteur ou tous les échanges convergent.
Falport : on entend parler de cette ville assez tardivement dans le Livre des Mots, à une dizaine de chapitres de la fin. Comme son nom l’indique, elle serait une cité principalement portuaire et le Prince Kylock précise qu’elle possède une puissante flotte, sans doute à la fois commerciale et militaire. Bien qu’étant au cœur du secteur défini par les cités de l’Est et faisant ainsi pleinement partie de celles-ci, Falport n’entre pas dans la coalition mise en place par Tavalisc. Sans doute sa particularité exclusivement portuaire lui donnant un statut particulier l’empêche d’entrer dans les critères que l’archevêque de Rorne a prédéfini pour cette coalition (la coalition envoie de nombreux soldats terrestres assurer la sécurité des marchandises des puissantes cités de l’Est).
Harvell : Harvell est surtout connu pour être le château-fort siège du pouvoir royal des Quatre Royaume. Le bourg même d’Harvell est situé à proximité du château mais ne constitue pas une cité de très grande importance. Le bourg et son château sont tous deux situés au cœur des Quatre royaumes, dans le Nord du Monde Connu.
Halcus : nation nordique, rivale des Quatre Royaumes le Halcus est un Royaume qui s’étend du fleuve Nestor à l’Ouest qui marque la frontière avec les Quatre Royaumes au territoire d’Annis à l’Est. Les habitants du pays sont considérés comme rustres et peu sociables par les citoyens des Quatre Royaumes. Sa capitale se nomme Helch.
Haute-Muraille : fière et majestueuse sont les premiers mots qui viennent à l’esprit pour cette cité du Nord des Terres Connues. Ses remparts qui donnent leur nom à la cité sont les seconds plus impressionnants et réputés infranchissables des terres connues après ceux de Brennes. Elle fait face à sa puissante voisine, Brennes et ne cède à celle-ci qu’en termes de puissance militaire. Haute-Muraille craint depuis un certain temps les prétentions expansionnistes de sa voisine et se prépare à toute éventualité. Son dirigeant est le Vieux Duc, on ne connait pas son nom réel. La ville et son territoire font partie du Nord des Terres Connues.
Hanatta : cette cité située au-delà de la limite méridionale des Terres Connues, des Terres Sèches et même des Montagnes du Sud est donc la seule ville nommée hors de la carte du Monde Connu. Elle est a priori la plaque tournante du commerce des esclaves. Les personnages parlent à plusieurs reprises des Tropiques (Baralis) et de bois tropicaux (Jack), on peut imaginer que Hanatta est localisable non loin de ses contrées. Elle est la cité nommée la plus au Sud du Monde, on ne sait pas grand-chose de son environnement ou de ses habitants et encore moins des éventuels territoires qui s’étendent (peut être) au-delà. Il semble qu'elle soit considéré comme une ville exotique.
Havre Sobre : on connaît peu de choses de ce port qui se situe dans l’Ouest des Terres Connues. Il fait face à Havre Terne, son pendant méridional. 
Havre Terne : port jumeau de Havre Sobre, Havre Terne fait partie de l’Ouest des Terres connues. Il est situé à l’entrée d’une sorte de mer intérieure au cœur des Terres Ouest. Le nom de la ville n’est jamais cité dans le Livre des Mots.
Helch : capitale du Halcus, Helch à l’inverse de Harvell, est la plus grande cité de son territoire et est situé en son sein. Cité austère et peu esthétique, elle compte en son cœur le château du souverain Hirayus, siège du pouvoir royal.
Isro : cette cité à priori serait l’une des toutes plus importantes du Lointain Sud voir la plus importante (seule Hanatta dont la taille ne nous est pas formellement connue pourrait rivaliser avec elle) car désignée sur la carte au même niveau d’importance que Silbur, Brennes ou encore Rorne.
On connaît relativement peu de choses sur cette ville, elle est à l’origine du commerce de la soie et semble constituer une importante puissance commerciale. Elle est vraisemblablement le plus important port du Lointain Sud.
Lambois : cette ville dans l’Ouest des Terres Connues est située à l’extrémité orientale du Grand Marécage. Elle est a priori la plus grande cité de ce que les habitants du Nord appelle les Basses Terres. Elle a la particularité d’avoir été fondée à l’endroit exact du confluent de deux cours d'eau.
Larne : île mythique dans l'imaginaire collectif, gouvernée par de bien cruels prêtres.
Leïss :  cette cité autrefois connue pour avoir une très grande ouverture d’esprit notamment vis-à-vis des détenteurs de la magie, est située aux portes du Lointain Sud et fait face aux deux grandes villes de l’Est Marles et Rorne par delà la mer sud. Les Montagnes du Sud, qui ceinturent les Terres Sèches sur toutes leurs limites méridionales débutent aux portes du territoire de la ville.
Marles : plus grande cité de l’Est après Rorne, Marles est connue pour être une cité excessive, selon les propres termes de Tavalisc. Elle fait face à sa partenaire, alliée mais néanmoins rivale cité de Rorne. Le port de Marles est très important et bon nombre d’échanges sont réalisés avec les ports du Lointain Sud. Le climat de Marles est chaud et humide nous apprends-t-on. Les rues droites comme des roseaux et les habitations comportent plus de courbes que d’angles. La population est habillée de façon étrange.
Montepluie : cette cité dans laquelle le jeune Chipeur fait un bref séjour n’est pas située sur la carte. Elle semble néanmoins être une cité de taille respectable. A priori, elle serait à positionner entre Brennes à l’Ouest et Ness à l’Est, probablement à mi chemin entre les deux villes, à l’Extrême Nord du deuxième plus grand Lac de l’Est, non nommé.
Ness : située au nord-est des Terres connues, Ness est une lointaine parente des Cités de l’Est car si elle fait partie de leur clan, elle est en outre clairement septentrionale. On nous apprend qu’elle est une ville d’eleveurs et de cultivateurs, qu’elle est entourée de collines qui constituent son unique défense, enfin qu’elle ne possède pas vraiment d’armée ni de remparts. La ville même est décrite comme vieille et dégradée par le temps. Non esthétique la ville est davantage fonctionnelle. 
Pont du Cor : cette cité dont on nous parle seulement au début de la trilogie tiens son importance et sa place dans ce lexique uniquement grâce au fait qu’elle devais constituer le lieu de la signature du traité de paix entre le Halcus et les Quatre Royaumes. Probablement située à l’extrême est des Quatre Royaumes. Elle n’est pas située sur la carte.
Quatre Royaumes : la nation principale décrite dans le Livre des Mots. Située dans la partie Nord Ouest des Terres Connues, elle s’étend du Nestor à l’Est à la ville de Tralmen à l’Ouest.
On lui connaît trois villes, Duvitt à l’est, Harvell au centre et Tralmen à l’Ouest. Le Grand Marécage forment ses frontières sud tandis que les montagnes dites « du Nord » forment sa limite septentrionale. Il n’est jamais expliqué et c’est bien dommage l’origine du nom « Quatre Royaumes », ce qui semble ainsi n’être qu’une fantaisie sémantique de l’auteur.
Rorne : la cité est la plus importante de tout l’Est des Terres Connues. Siège d’un archevêché, celui-ci est officieusement à la tête de l’ensemble du clergé de l’Est du Monde Connu. Rorne est a priori la plus grande puissance commerciale et financière des Terres Connues et son influence indirecte s’étend de Ness et Camelie au Nord jusqu’à Valdis à l’ouest et Leiss au sud, Marles, Falport et Toulay étant toutes trois sous son aire d’influence. Sur le plan politique la ville de Rorne est la capitale du duché du même nom, mais le Duc, grabataire, a délégué son autorité officielle au premier ministre qui administre les affaires courantes. Néanmoins ce personnage s’occupe des affaires dites « conventionnelles », et le véritable pouvoir de décision est concentré dans les mains de l’archevêque de Rorne, Monseigneur Tavalisc, tandis que le pouvoir des basses sphères de la société est exercé par le Vieil Homme. Celui-ci se trouve à la tête d’une sorte de Guilde des Guildes qui rassemble peu ou prou tout ce que la ville compte en coupe jarrets, prostituées, trafic en tout genre etc. Ses activités lui permettent d’actionner bon nombre de leviers corporatistes tels que les marchands, marins, etc.
Rorne fait  partie de la coalition des 4 cités de l’Est et en est même à sa tête.
Le port de Rorne est très important et est même divisé en deux parties (le port sud et le port nord).
Silbur : Silbur nous est décrite comme une cité gigantesque (sans doute le pendant occidental de Rorne mais rien ne nous le précise), magnifique sur le plan esthétique mais sans grande influence depuis le début du déclin de l’Église. En effet le siège du pouvoir religieux se trouve à Silbur et sa Sainteté, son dirigeant spirituel, habite dans cette cité. La ville construite sur les berges du fleuve Silbur (dont on ne sait pas s'il a donné son nom à la cité ou si ce fut l’inverse) se situe dans la partie Ouest des Terres Connues (dont elle est sans doute la plus grande cité) non loin des Grandes Plaines qui forment le centre du continent.
Autrefois, à l’époque où la religion était à son zénith, un grand nombre de complots furent ourdis entre les murs de la ville dans le but de défaire les empires et les grands royaumes qui occupaient les Terres Connues afin de limiter leur influence et de les rabaisser au rang de simples cités états, plus faciles à contrôler. Il semblerait que cette stratégie si elle fonctionna au départ est finalement échouée et même précipitée le début du déclin de l’Église.
Toulay : ce petit port de pêche se situe sur la côte orientale de la grande péninsule, à l’est du continent. Il s’agit a priori de la plus petite cité de l’Est. Elle s’est laissé entraîner dans la coalition anti-chevaliers de Rorne et fait donc partie intégrante de cette alliance orientale.
Les citoyens de Toulay vivent principalement de la pêche (hommes) et du tissage (femmes).
Tralmen : on sait peu de choses sur cette ville si ce n’est sa localisation sur la carte et ce que celle-ci nous apprends puisque son nom n’est jamais cité dans le livre des mots. Il s’agit ainsi d’une cité des Quatre Royaumes située sur sa côte. On peut donc raisonnablement penser qu’il s’agit d’un port, voire de la porte d’entrée principale du royaume. Étant donné que Harvell n’est qu’une modeste bourgade a priori moins importante qu’une ville comme Duvitt, Tralmen pourrait bien être la plus grande ville des Quatre Royaumes d’où sa présence sur la carte.
Tyro : on sait peu de choses de cette cité du Lointain Sud, si ce n’est ce que la carte nous apprend. Elle serait voisine d'Isro (cité rivale tout comme Marles pour Rorne et Haute Muraille pour Brennes ?) et établie le long d’un fleuve sans nom dont elle occupe l'embouchure.
Valdis : située au centre des Terres Connues, Valdis est le siège de l’Ordre des chevaliers de l’Église. Ceux-ci se sont émancipés depuis et pratiquent une politique indépendante. La cité porte le nom de son fondateur, qui constitua l’Ordre bien des années auparavant. Autrefois l’influence de Valdis portait jusqu’à Camelie et Toulay.